# 天満駅
天満駅（てんまえき）は、大阪府大阪市北区錦町にある、西日本旅客鉄道（JR西日本）大阪環状線の駅である。駅番号はJR-O10。駅シンボルフラワーは「梅の花」である。

## 概要
直営駅で、京橋駅の管理下にあるが、地区駅として駅長が配置されており、当駅は桜ノ宮駅を管理している。アーバンネットワークエリアに含まれており、IC乗車券「ICOCA」を利用することができる（相互利用可能なICカードはICOCAの項を参照）。また、JRの特定都区市内制度における「大阪市内」に属する駅である。
天神橋筋商店街や天満市場の最寄り駅である。
接続する鉄道路線として、Osaka Metro堺筋線扇町駅（徒歩5分）のほか、阪急千里線・Osaka Metro谷町線天神橋筋六丁目駅（天六駅、徒歩10分）も比較的近い。なお、後者については運賃の節約などの目的から当駅との相互間で乗り継ぐ利用実態が往々にしてあり、当駅寄りの改札口には地理案内も掲示されている。

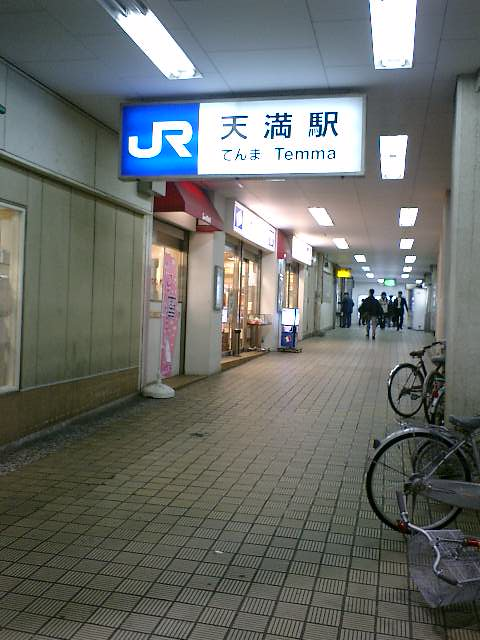
駅北側の通路（2006年4月）
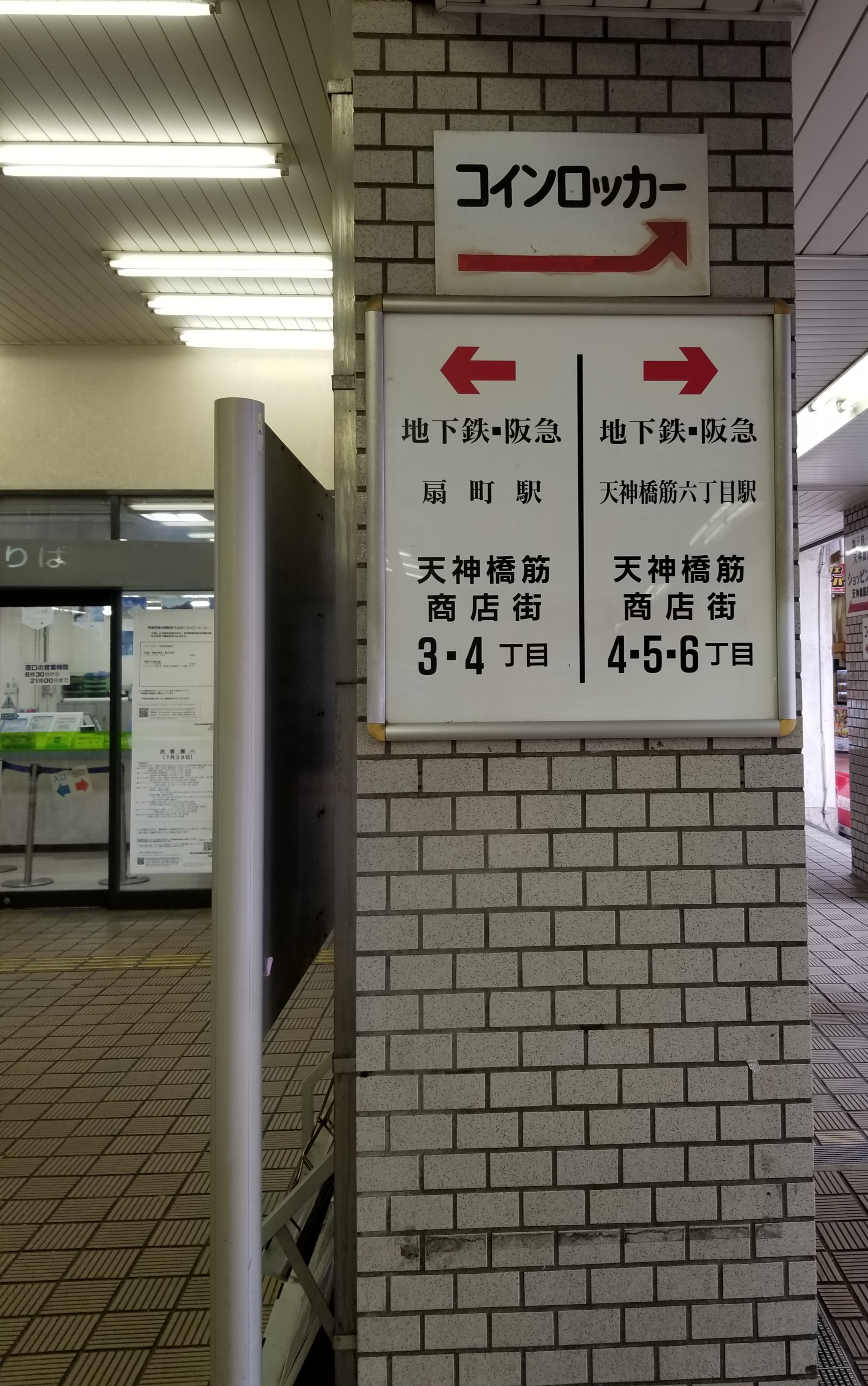
扇町・天神橋筋六丁目両駅への方向を案内する掲示。直通先の「阪急」の表記も見られる（2018年7月）

## 歴史
現在の大阪環状線の東半分となる区間は、大阪鉄道 (初代) の本線（現在の関西本線）と官設鉄道東海道本線の間を結ぶために建設されたが、その玉造駅 - 梅田駅（現在の大阪駅）間開業時に、京橋駅と共に設置されたのが天満駅であった。駅名は、駅南方一帯の地名「天満」（大阪天満宮に由来）に因んだものである。

### 年表
- 1895年（明治28年）10月17日：大阪鉄道の駅として開業する[2]。一般駅[2]。
- 1900年（明治33年）6月6日：関西鉄道が大阪鉄道の路線を承継し、関西鉄道の駅となる。
- 1907年（明治40年）10月1日：関西鉄道が国有化され、国有鉄道の駅となる[2]。
- 1909年（明治42年）10月12日：線路名称が制定され、当駅は城東線所属となる。
- 1929年（昭和4年）3月15日：貨物の取り扱いを廃止[2]。
- 1933年（昭和8年）：高架化される[1]。
- 1961年（昭和36年）4月25日：城東線が大阪環状線に編入され、当駅も同線所属となる。
- 1967年（昭和42年）：現在の1番のりばが増設される。
- 1986年（昭和61年）3月3日：荷物扱い廃止[2]。
- 1987年（昭和62年）4月1日：国鉄分割民営化により、西日本旅客鉄道（JR西日本）の駅となる[2]。
- 1997年（平成9年）10月18日：自動改札機を設置し、供用開始[3]。
- 2003年（平成15年）11月1日：ICカード「ICOCA」の利用が可能となる[4]。
- 2008年（平成20年）3月15日：関空快速・紀州路快速の全列車が停車するようになる。
- 2009年（平成21年）10月4日：大阪環状・大和路線運行管理システム導入。
- 2015年（平成27年）3月22日：発車メロディを導入。曲はaikoの「花火」。
- 2018年（平成30年）3月17日：駅ナンバリングが導入される。

## 駅構造

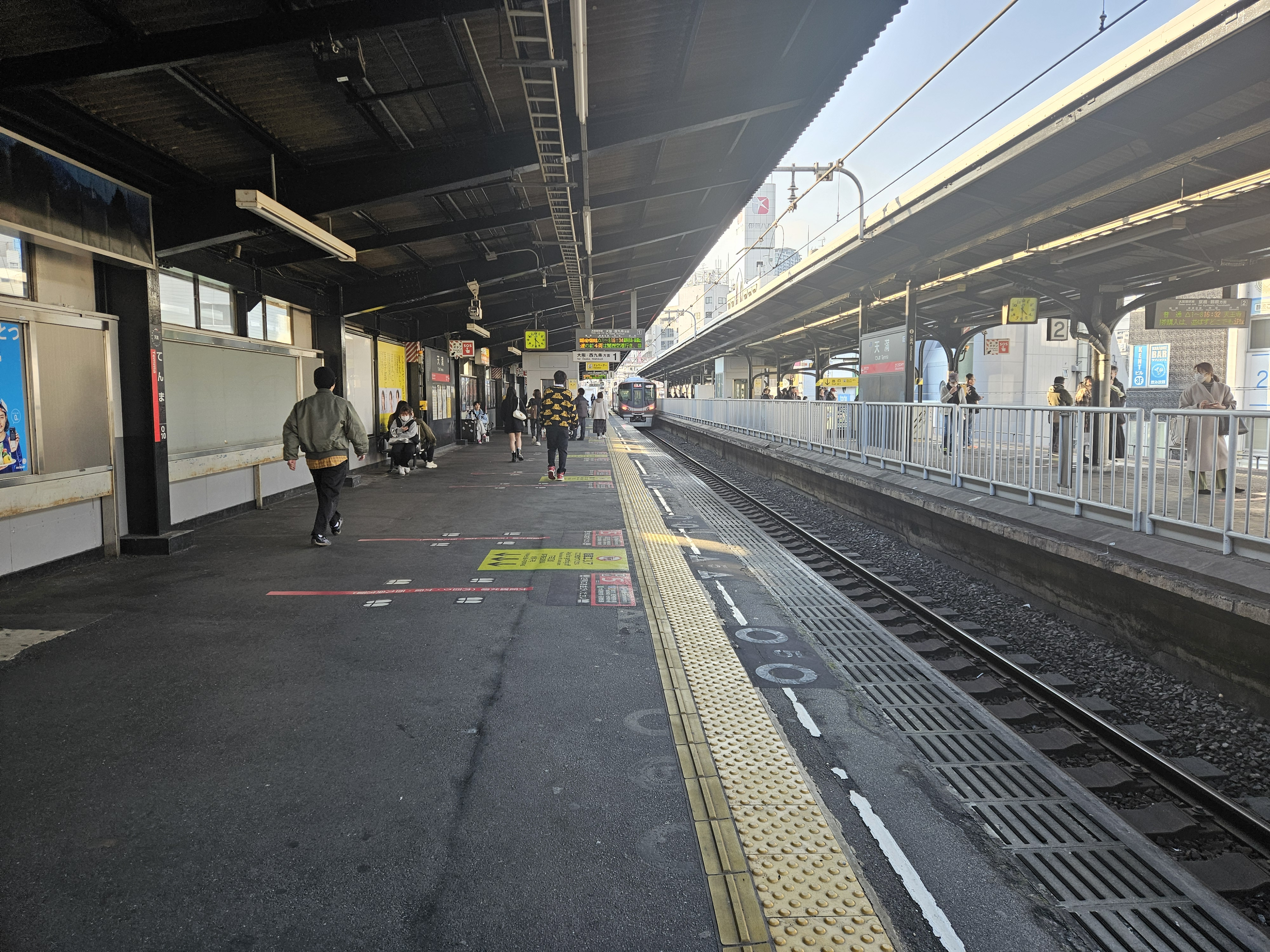
プラットホーム（2025年3月）
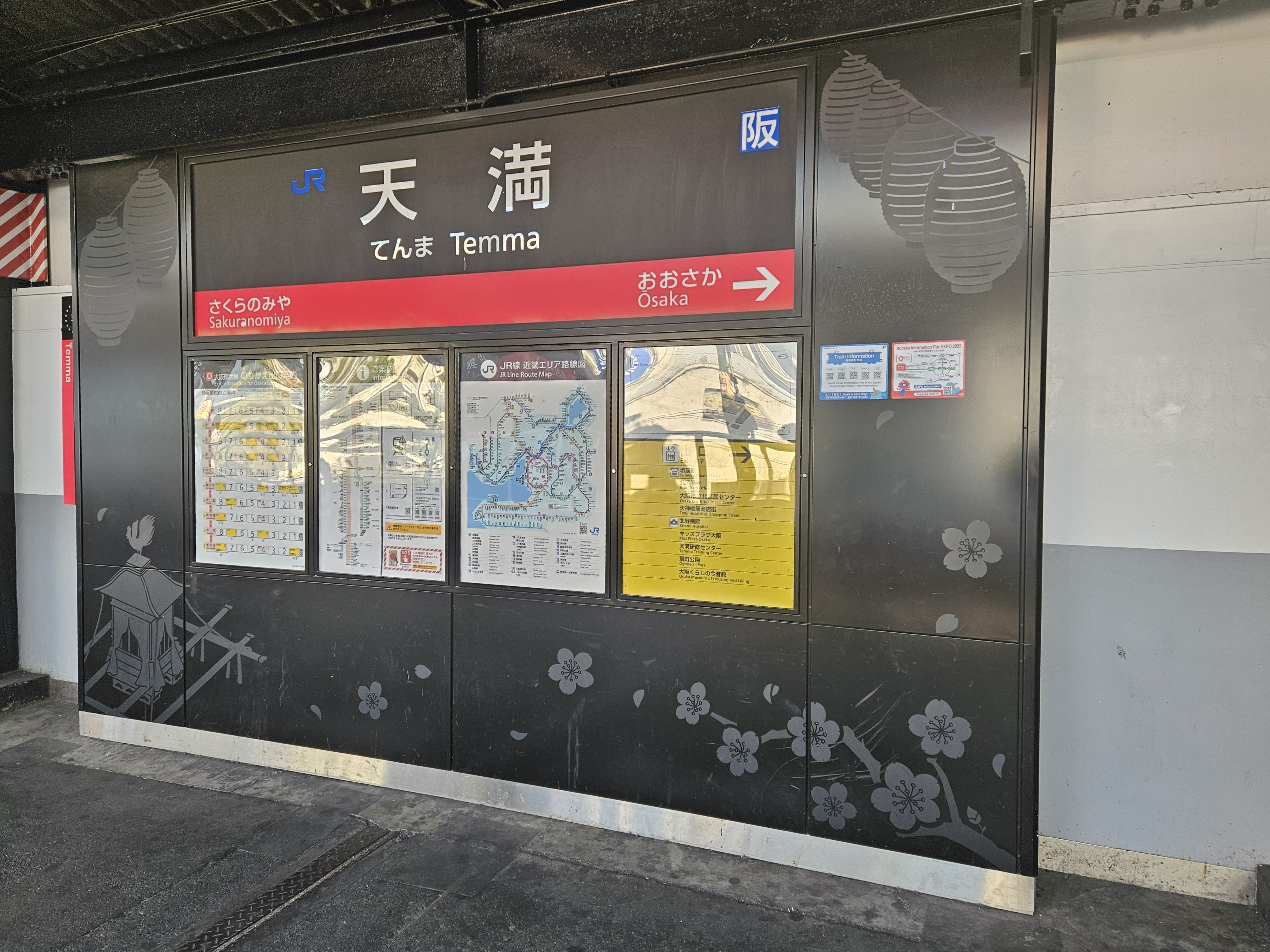
駅名標

単式ホーム2面2線を有する高架駅で、分岐器や絶対信号機がない停留所に分類される。改札・コンコースは1階、ホームは2階にある。改札口は1箇所のみ設置されている。
1933年の高架化より島式1面2線で現在の2番のりばに当たる部分しかホームはなかったが、1967年に現在の1番のりばが造られた。有効長は、1番線は10両編成分だが、10両編成の1号車と10号車部分は柵で仕切られ、立ち入りできない。2番線は8両編成分である。

### のりば
| のりば | 路線       | 方向   | 行先                                 |
| ------ | ---------- | ------ | ------------------------------------ |
| 1      | 大阪環状線 | 内回り | 大阪・西九条・ユニバーサルシティ方面 |
| 2      | 大阪環状線 | 外回り | 京橋・鶴橋・天王寺方面               |

### 発車メロディ
「大阪環状線改造プロジェクト」の一環として、2015年3月22日から大阪出身のaikoの楽曲「花火」が発車メロディとして使用されている。大阪天満宮で夏に開かれる天神祭に因んでいる。

## 利用状況
2023年（令和5年）度の1日平均乗車人員は24,563人で、JR西日本の駅の中では六甲道駅に次いで第31位である。
近年の1日平均乗車人員の推移は以下の通りである。
| 年度               | 1日平均 乗車人員 | 増減率 | 順位 | 定期利用状況 | 定期利用状況 | 出典            | 出典          |
| 年度               | 1日平均 乗車人員 | 増減率 | 順位 | 1日平均      | 定期率       | JR西日本        | 大阪府        |
| ------------------ | ---------------- | ------ | ---- | ------------ | ------------ | --------------- | ------------- |
| 1988年（昭和63年） | 22,873           |        |      | 12,673       | 55.4%        |                 | [ 大阪府 1 ]  |
| 1989年（平成元年） | 23,412           | 2.4%   |      | 12,954       | 55.3%        |                 | [ 大阪府 1 ]  |
| 1990年（平成02年） | 24,930           | 6.5%   |      | 13,792       | 55.3%        |                 | [ 大阪府 2 ]  |
| 1991年（平成03年） | 25,136           | 0.8%   |      | 14,072       | 56.0%        |                 | [ 大阪府 3 ]  |
| 1992年（平成04年） | 25,558           | 1.7%   |      | 14,324       | 56.0%        |                 | [ 大阪府 4 ]  |
| 1993年（平成05年） | 25,864           | 1.2%   |      | 14,354       | 55.5%        |                 | [ 大阪府 5 ]  |
| 1994年（平成06年） | 25,661           | -0.8%  |      | 14,113       | 55.0%        |                 | [ 大阪府 6 ]  |
| 1995年（平成07年） | 26,304           | 2.5%   |      | 14,242       | 54.1%        |                 | [ 大阪府 7 ]  |
| 1996年（平成08年） | 26,166           | -0.5%  |      | 14,134       | 54.0%        |                 | [ 大阪府 8 ]  |
| 1997年（平成09年） | 24,507           | -6.3%  |      | 12,615       | 51.5%        |                 | [ 大阪府 9 ]  |
| 1998年（平成10年） | 23,858           | -2.6%  |      | 11,928       | 50.0%        |                 | [ 大阪府 10 ] |
| 1999年（平成11年） | 23,629           | -1.0%  |      | 11,736       | 49.7%        |                 | [ 大阪府 11 ] |
| 2000年（平成12年） | 23,982           | 1.5%   |      | 11,807       | 49.2%        |                 | [ 大阪府 12 ] |
| 2001年（平成13年） | 23,721           | -1.1%  |      | 11,475       | 48.4%        |                 | [ 大阪府 13 ] |
| 2002年（平成14年） | 23,304           | -1.8%  |      | 11,263       | 48.3%        |                 | [ 大阪府 14 ] |
| 2003年（平成15年） | 23,298           | -0.0%  |      | 11,314       | 48.6%        |                 | [ 大阪府 15 ] |
| 2004年（平成16年） | 22,983           | -1.4%  |      | 11,237       | 48.9%        |                 | [ 大阪府 16 ] |
| 2005年（平成17年） | 22,917           | -0.3%  |      | 11,274       | 49.2%        |                 | [ 大阪府 17 ] |
| 2006年（平成18年） | 22,922           | 0.0%   |      | 11,226       | 49.0%        |                 | [ 大阪府 18 ] |
| 2007年（平成19年） | 22,823           | -0.4%  |      | 11,186       | 49.0%        |                 | [ 大阪府 19 ] |
| 2008年（平成20年） | 22,899           | 0.3%   |      | 11,321       | 49.4%        |                 | [ 大阪府 20 ] |
| 2009年（平成21年） | 22,463           | -1.9%  |      | 11,083       | 49.3%        |                 | [ 大阪府 21 ] |
| 2010年（平成22年） | 22,339           | -0.6%  |      | 10,990       | 49.2%        |                 | [ 大阪府 22 ] |
| 2011年（平成23年） | 22,890           | 2.5%   |      | 11,134       | 48.6%        |                 | [ 大阪府 23 ] |
| 2012年（平成24年） | 23,332           | 1.9%   |      | 11,121       | 47.7%        |                 | [ 大阪府 24 ] |
| 2013年（平成25年） | 23,826           | 2.1%   | 37位 | 11,331       | 47.6%        | [ JR西日本 1 ]  | [ 大阪府 25 ] |
| 2014年（平成26年） | 24,106           | 1.2%   | 37位 | 11,355       | 47.1%        | [ JR西日本 2 ]  | [ 大阪府 26 ] |
| 2015年（平成27年） | 24,716           | 2.5%   | 36位 | 11,606       | 47.0%        | [ JR西日本 3 ]  | [ 大阪府 27 ] |
| 2016年（平成28年） | 25,478           | 3.1%   | 34位 | 11,791       | 46.3%        | [ JR西日本 4 ]  | [ 大阪府 28 ] |
| 2017年（平成29年） | 26,003           | 2.1%   | 33位 | 11,859       | 45.6%        | [ JR西日本 5 ]  | [ 大阪府 29 ] |
| 2018年（平成30年） | 26,433           | 1.7%   | 33位 | 11,974       | 45.3%        | [ JR西日本 6 ]  | [ 大阪府 30 ] |
| 2019年（令和元年） | 26,377           | -0.2%  | 33位 | 11,835       | 44.9%        | [ JR西日本 7 ]  | [ 大阪府 31 ] |
| 2020年（令和02年） | 19,457           | -26.2% | 36位 | 10,193       | 52.4%        | [ JR西日本 8 ]  | [ 大阪府 32 ] |
| 2021年（令和03年） | 19,392           | -0.3%  | 39位 | 9,855        | 50.8%        | [ JR西日本 9 ]  | [ 大阪府 33 ] |
| 2022年（令和04年） | 22,686           | 17.0%  | 33位 | 10,102       | 44.5%        | [ JR西日本 10 ] | [ 大阪府 34 ] |
| 2023年（令和05年） | 24,563           | 8.3%   | 31位 | 10,462       | 42.6%        | [ JR西日本 11 ] | [ 大阪府 35 ] |

## 駅周辺

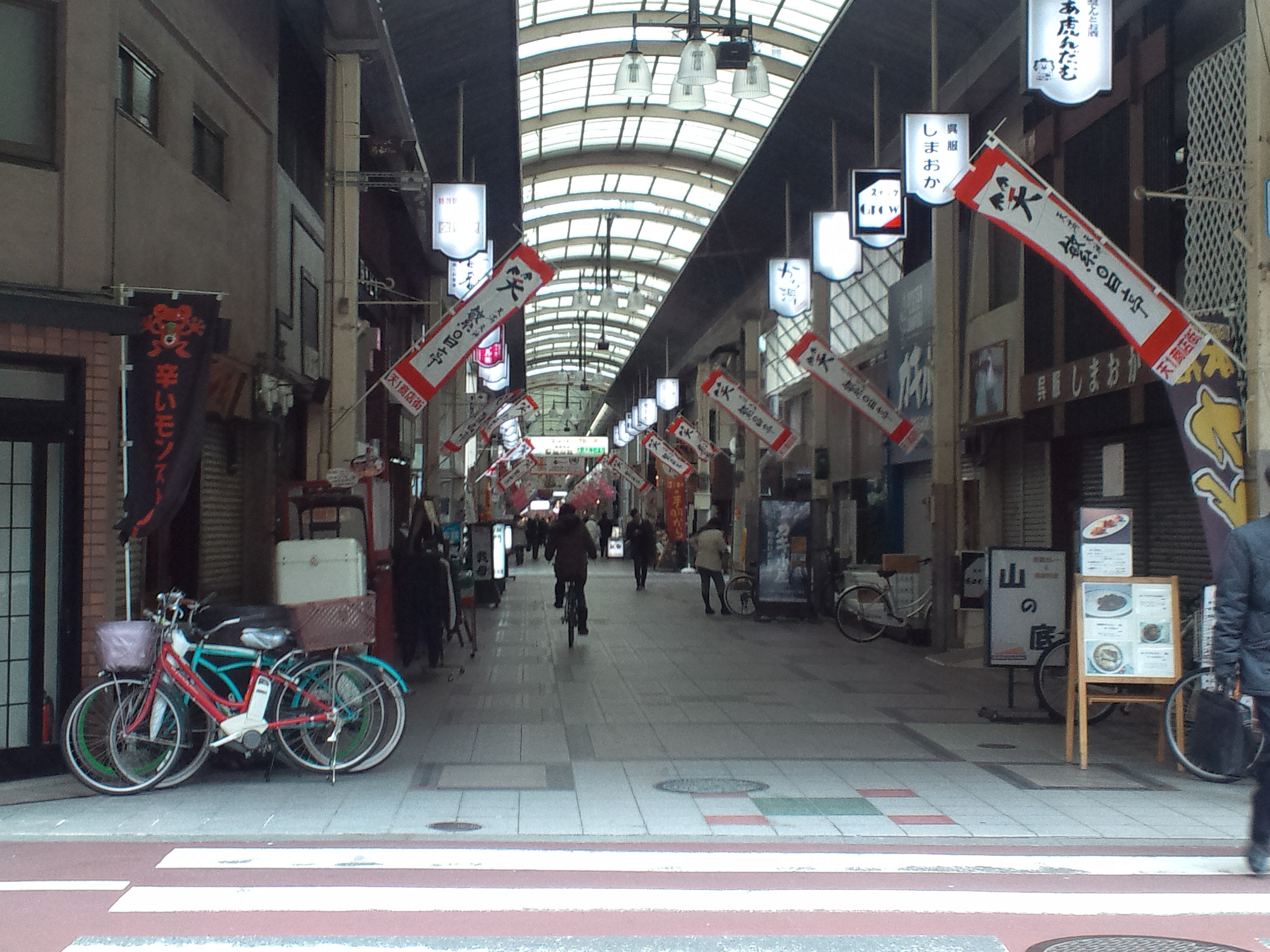
天神橋筋商店街
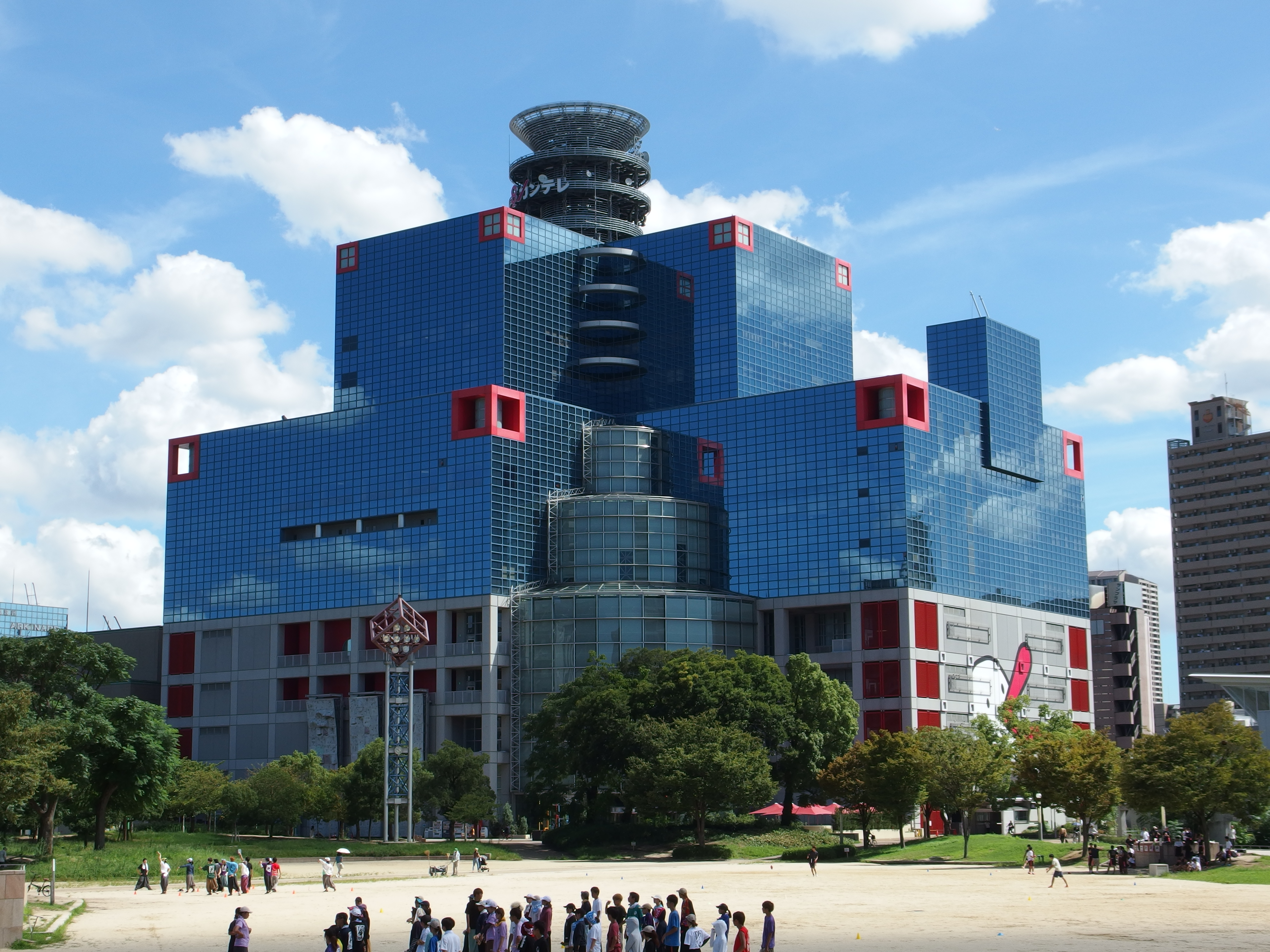
カンテレ扇町スクエア
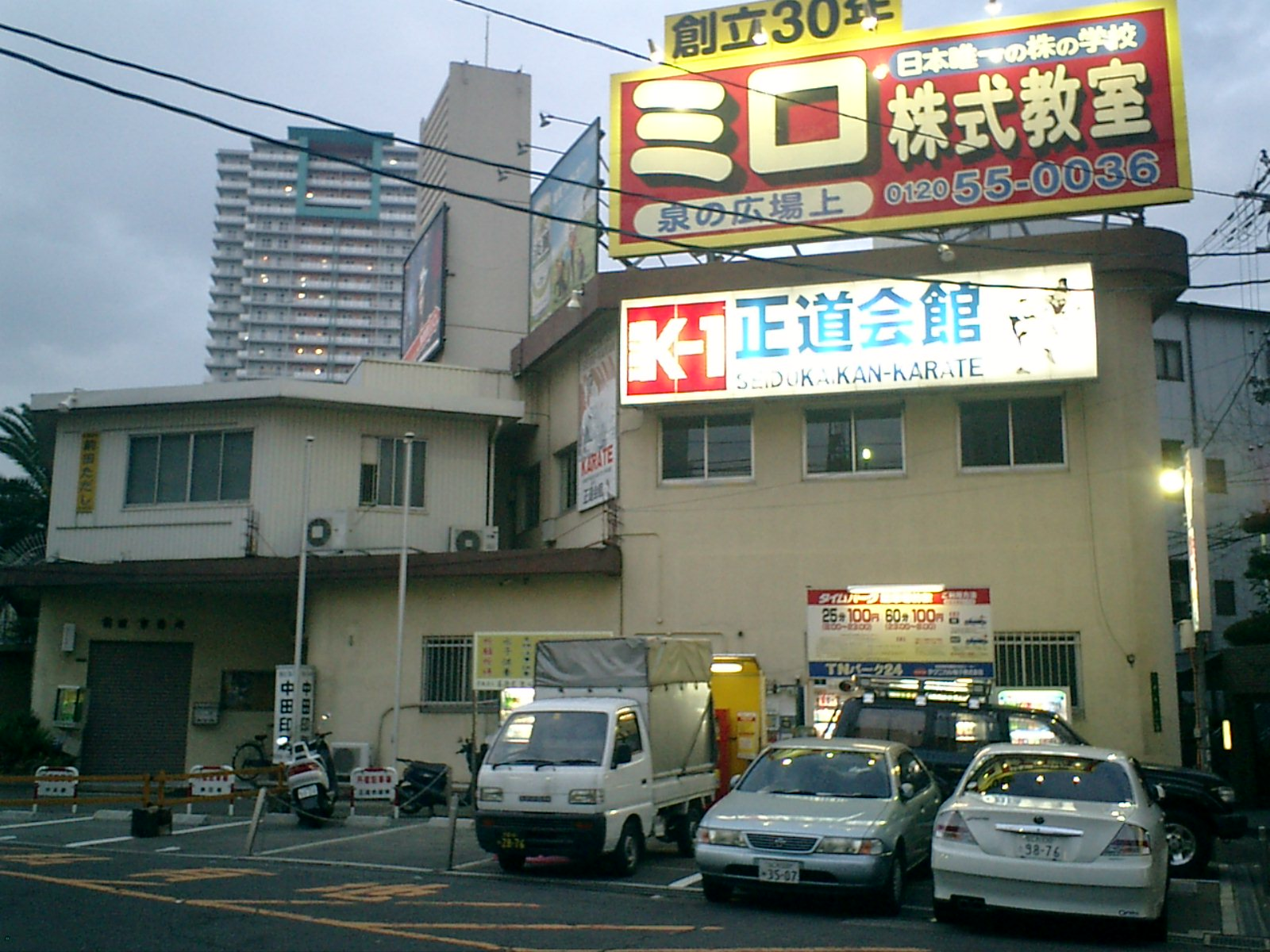
正道会館 総本部

駅北側には天満市場があり、天満市場と天神橋筋商店街の間に商店が密集しており、駅周辺は大規模な商店街となっている。また、飲食店も数多く存在しており、庶民的な市場・盛り場となっている。
- カンテレ扇町スクエア
  - 関西テレビ放送
  - キッズプラザ大阪（児童館・科学館）
- 扇町公園
  - 八重垣大明神
- i-Mall
  - 医誠会国際総合病院
  - 扇町ミュージアムキューブ
- 与力町公園
- 大阪市北区役所・北区民センター
- 日本年金機構 天満年金事務所
- 地下鉄堺筋線扇町駅（天神橋4丁目）
- 国労大阪会館（国労会館）
- 北野病院
- ぷららてんま
  - 大阪天満卸売市場（天満市場）
- 天神橋筋商店街
- 天五中崎通商店街
- 松乃木神社
- 夫婦橋
- 正善院
- 八紘寺
- 関西テレビ電気専門学校
- 大阪建設専門学校
- メディカルエステ専門学校
- 正道会館総本部
- 東洋ショー劇場
- 扇町出入口（阪神高速12号守口線）
- 阪急オアシス同心店

## 隣の駅
西日本旅客鉄道（JR西日本）
 大阪環状線
■大和路快速・■区間快速・■関空快速・■紀州路快速・■快速・■直通快速・■普通
桜ノ宮駅 (JR-O09) - 天満駅 (JR-O10) - 大阪駅 (JR-O11)

### 記事本文